# Пастор, Флора
Флора Пастор (венг. Pásztor Flóra; род. 30 июня 1998, Будапешт) ― венгерская фехтовальщица на рапирах, серебряный призёр III Европейских игр 2023 года, двукратный бронзовый призёр чемпионатов Европы 2024 и 2025 годов. Участница летних Олимпийских игр 2020 и 2024 годов.

## Карьера
Флора Пастор в 2021 году приняла участие в летних Олимпийских играх в Токио. В индивидуальных соревнованиях рапиристок в 1/16 финала в упорном поединке уступила француженке Изоре Тибюс (13:15). В командных соревнованиях в составе Венгрии в четвертьфинале уступила представителям команды Италии.
В 2023 году на III Европейских играх в Польше в индивидуальных соревнованиях рапиристок завоевала серебряную медаль. В финальной схватке уступила сопернице из Польши Юлии Вальчик. На чемпионате Европы 2024 года в Базеле в составе венгерской команды стала бронзовым призёром.
В 2024 году Пастор прошла олимпийский отбор в сборную. В июле приняла участие в летних Олимпийских играх. В индивидуальных соревнованиях рапиристок в 1/4 финала уступила американке Ли Кифер. В командных соревнованиях венгерские рапиристки участие не принимали.
На чемпионате Европы 2025 года в Генуе Пастор завоевала бронзовую медаль в индивидуальных соревнованиях.